# Дидимотихская митрополия
Дидимотихская, Орестиадская и Суфлийская митрополия (греч. Ιερά Μητρόπολις Διδυμοτείχου Ορεστιάδος και Σουφλίου) — православная епархия двойного подчинения: в административном отношении входящая в юрисдикцию Элладской православной церкви, а в каноническом (с 1928 года) — Константинопольской православной церкви. Центром епархии является город Дидимотихон в Греции.
В 1924 году из Дидимотихской митрополии была выделена Суфлийская епархия, первым управляющим которой стал митрополит Неофит (Кодзаманис) (1924—1926), а вторым (и последним) — митрополит Иоаким (Кавирис). В 1931 году епархия вошла в состав Новоорестиадской епархии, выделенной в 1924 году из состава Адрианопольской митрополии. В июне 1931 года Суфлийская епархия вновь была присоединена к Дидимотихской митрополии.

## Управляющие
- Мефодий (Аронис) (12 мая 1878 — 30 апреля 1893)
- Филофей (Константинидис) (30 апреля 1893 — 1 августа 1896)
- Константин (Вафидис) (1896 — 24 апреля 1899)
- Филарет (Вафидис) (8 мая 1899—1928)
- Иоаким (Сигалас) (1928—1957)
- Константин (Пулос) (1957—1974)
- Агафангел (Тамбурадзакис) (1974—1988)
- Никифор (Архангелидис) (1988—2009)
- Дамаскин (Карпатакис) (с 2009)